# Vanlife
La vie en van ou vanlife est un mode de vie non conventionnel consistant à vivre dans une voiture, une camionnette ou un autre véhicule à moteur. 
Une personne qui vit de cette manière, généralement à temps plein, est connue sous le nom de vanlifer, ou encore carlifer (une personne habitant dans sa voiture). Les personnes qui vivent ainsi par choix recherchent généralement un mode de vie plus autonome, caractérisé par la liberté et la mobilité. Ils peuvent le percevoir comme une forme de logement moins réglementée ou offrant un avantage en termes de coût par rapport aux logements conventionnels, en particulier dans les régions sujettes à une pénurie de logements.
Certains vanlifers le deviennent par nécessité, et préfèrent ce mode de vie là plutôt que les refuges.
En 2020, en pleine pandémie de Covid-19, une version idéalisée de ce style de vie s'est répandue sur les réseaux sociaux avec le hashtag #vanlife,.

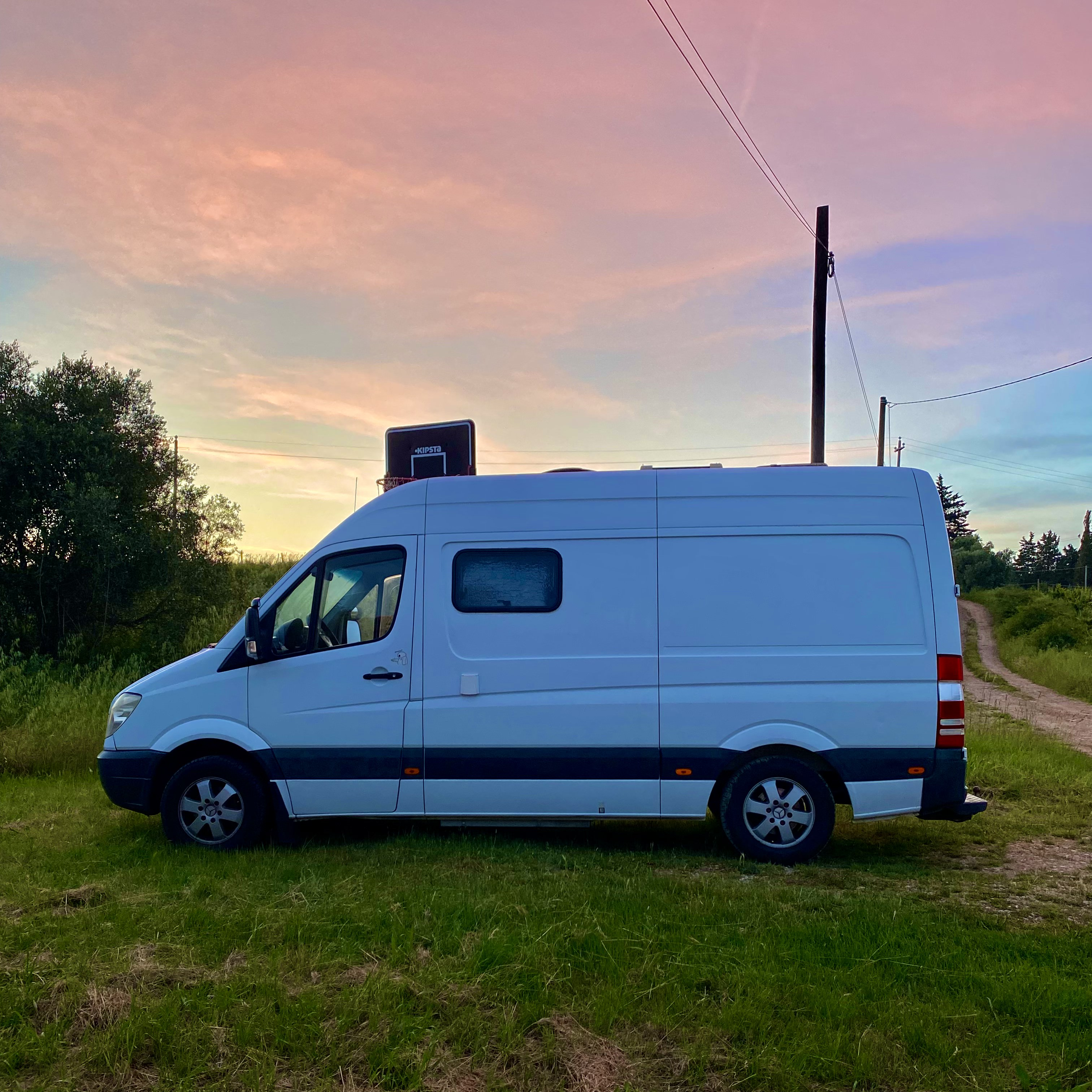
Mercedes Sprinter, Fourgon Aménagé

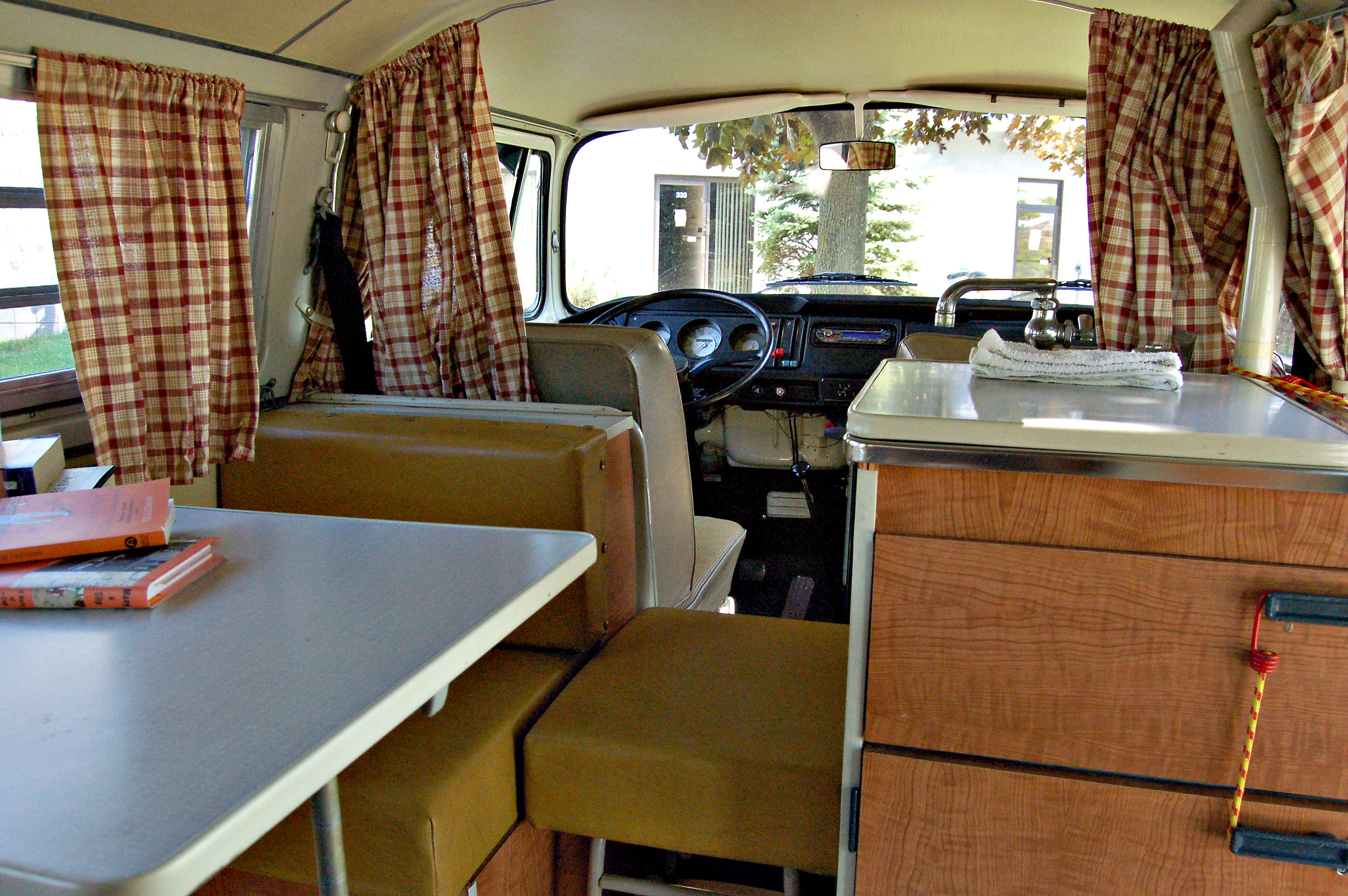
Camping-car VW 970

## Étymologie
La vanlife, un terme d'emprunt anglais, désigne le mode de vie qui se déroule généralement, mais pas exclusivement, dans une camionnette. Une variété de véhicules à moteur ont été utilisés pour cette pratique, de manière permanente ou temporaire, incluant d'anciens bus publics ou scolaires (« skoolies »), des camping-cars, des véhicules récréatifs (VR), des caravanes, des véhicules utilitaires sport (VUS), des ambulances désaffectées et des voitures. Ces véhicules sont généralement aménagés avec des équipements de base tels que des batteries domestiques, des panneaux solaires, une plateforme de lit, des toilettes de fortune, un lavabo et des espaces de rangement.
Une personne qui habite dans un fourgon aménagé ou une camionnette à temps plein est est connue sous le nom de vanlifer. 

## Origine
Le mode de vie des vanlifers peut permettre une autonomie significative et un coût de la vie inférieur à celui d'un prêt hypothécaire ou d'un bail comme dans un mode de vie plus traditionnel. En supposant qu’ils en aient les moyens, les vanlifers sont libres de voyager autant qu'ils souhaitent. Cependant, certains vanlifers choisissent de rester dans une zone générale et de travailler à temps plein ou de fréquenter l'école tout en vivant dans leur véhicule. D'autres voyagent à temps plein tout en travaillant à distance via Internet ou en trouvant des opportunités d'emploi saisonnier ou à court terme dans divers endroits.

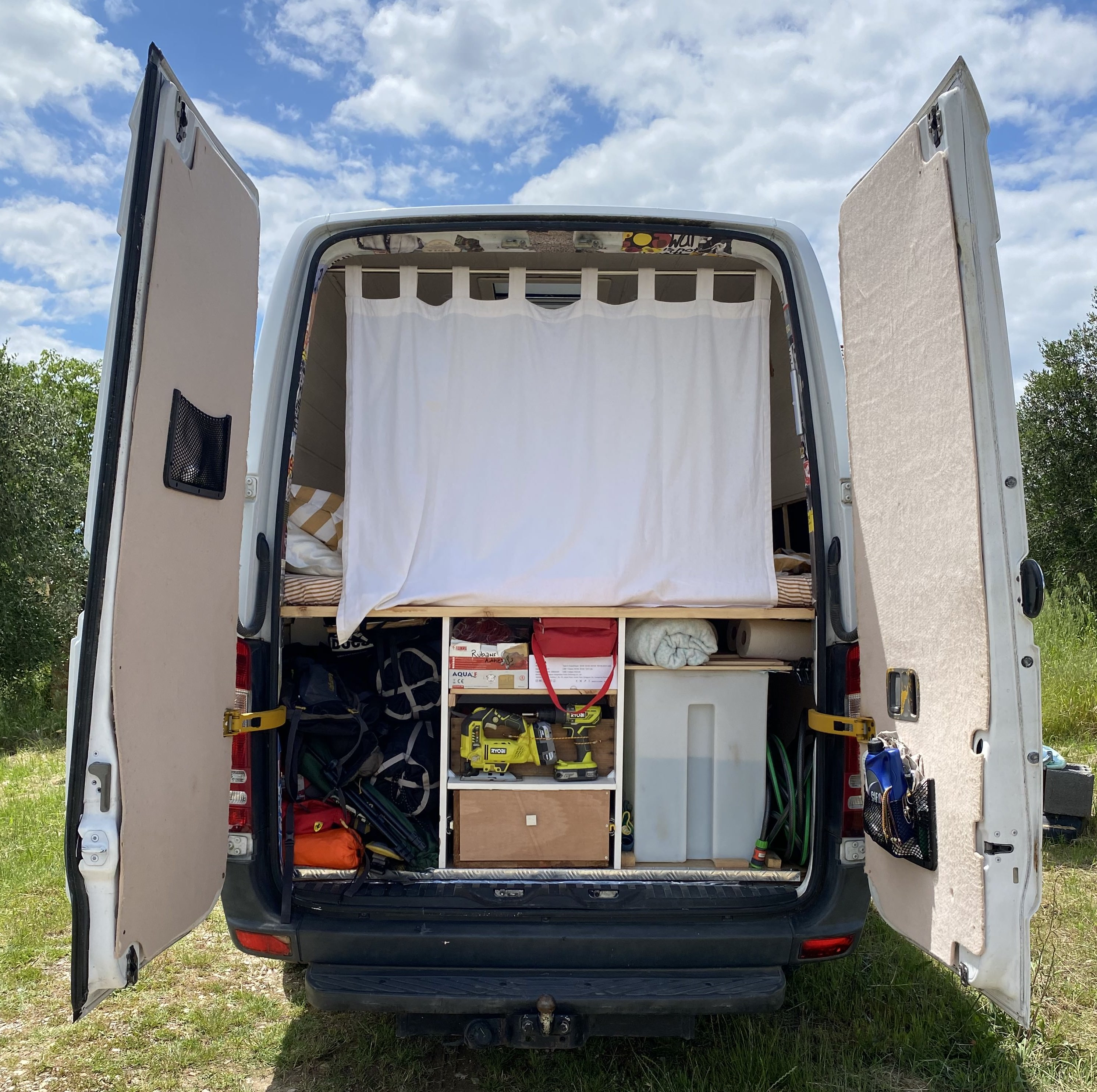
Mercedes Sprinter 211, aménagé de façon artisanale avec un panneau solaire de 160 watts.

Diverses représentations du style de vie des vanlifers sont présentes sur YouTube et Instagram, notamment en utilisant le hashtag #vanlife.
Certaines représentations sont extrêmement réalistes alors que d'autres relèvent de l'extravagance de ce mode de vie.

## #Vanlife sur les réseaux sociaux
Le hashtag #vanlife a été utilisé et popularisé pour la première fois par un photoblogueur nommé Foster Huntington en 2011. De nombreuses représentations illustrent des paysages naturels idylliques, parfois encadrés par les portes arrière ouvertes de la camionnette, ou avec la camionnette bien visible dans le paysage. D’autres représentations présentent des vues intérieures impeccables et stylisées de l’espace de vie. Les personnes représentées dans les images pourraient être des millennials, souvent jeunes, attirants et aimant la nature. Les représentations se déroulent souvent dans des zones naturelles, en particulier dans l'ouest des États-Unis.
Parmi les autres contributeurs notables au mouvement #vanlife figurent le blog Vanlife Diaries et le compte Instagram. En 2019, les fondateurs de Vanlife Diaries ont publié un livre intitulé Vanlife diaries : find freedom on the open road, tirant ainsi son contenu de son blog et d'Instagram.
Pendant la pandémie de Covid-19, certains utilisateurs des réseaux sociaux ont promu le mode de vie #vanlife comme un moyen de rester en sécurité et d'éviter la maladie. Le mouvement a attiré de nombreux nouveaux arrivants vers ce mode de vie, notamment des personnes plus jeunes et plus diversifiées que les premiers promoteurs de ce mode de vie.
Les conversions et aménagement de fourgonnettes offrent un large éventail de possibilités. Un aménagement peut être aussi simple que de placer des objets personnels à l'arrière, comme un sac de couchage ou un lit pliant avec quelques vêtements, tout en utilisant uniquement la batterie du moteur pour l'alimentation. Cependant, cela peut aller plus loin. On trouve notamment des fourgons aménagés qui fonctionnent comme des micro-appartements sur roues, avec des configurations électriques complexes, une kitchenette et même de la plomberie simple. Des véhicules comme la Volkswagen Westfalia, une fourgon ordinaire ou une fourgonnette peuvent être modifiés pour la vie quotidienne par des entreprises d'aménagement professionnelle. La conversion d'une fourgonnette haut de gamme peut offrir la plupart des commodités d'une maison conventionnelle, notamment le chauffage, la climatisation, un système de batterie domestique, une cuisinière à deux brûleurs, un lit permanent et d'autres commodités qui rendent le véhicule adapté à une vie à temps plein. Les modifications des autobus scolaires (« skoolies ») sont également courantes.